# Papilio weymeri
Papilio weymeri је врста лептира из породице једрилаца (лат. Papilionidae).

## Распрострањење
Папуа Нова Гвинеја је једино познато природно станиште врсте.

## Станиште
Врста Papilio weymeri има станиште на копну.

## Угроженост
Ова врста није угрожена, и наведена је као последња брига јер има широко распрострањење.